# Mastira
Mastira is een geslacht van spinnen uit de  familie van de Thomisidae (krabspinnen).

## Soorten
- Mastira adusta (L. Koch, 1867)
- Mastira bipunctata Thorell, 1891
- Mastira bitaeniata (Thorell, 1878)
- Mastira cimicina (Thorell, 1881)
- Mastira flavens (Thorell, 1877)
- Mastira menoka (Tikader, 1963)
- Mastira nicobarensis (Tikader, 1980)
- Mastira nitida (Thorell, 1877)
- Mastira tegularis Xu, Han & Li, 2008